# Campeonato Mundial de Luge de 1997
O Campeonato Mundial de Luge de 1997 foi a 30ª edição da competição e foi disputada entre os dias 17 a 19 de fevereiro em Innsbruck, Áustria. 

## Medalhistas
| Evento                                 | Ouro | Prata                                                                                       | Bronze |
| Individual masculino detalhes          | GER Georg Hackl                                                                                            | AUT Markus Prock                                                                            | AUT Gerhard Gleirscher |
| Individual feminino detalhes           | GER Susi Erdmann                                                                                           | GER Jana Bode                                                                               | AUT Angelika Neuner |
| Duplas detalhes                        | AUT Áustria Tobias Schiegl Markus Schiegl                                                                  | GER Alemanha Stefan Krausse Jan Behrendt                                                    | GER Alemanha Steffen Skel Steffen Wöller                                                                                  |
| Revezamento misto por equipes detalhes | AUT Áustria Markus Prock Gerhard Gleirscher Andrea Tagwerker Angelika Neuner Tobias Schiegl Markus Schiegl | GER Alemanha Georg Hackl Jens Müller Silke Kraushaar Sylke Otto Stefan Krausse Jan Behrendt | ITA Itália Wilfried Huber Armin Zöggeler Natalie Obkircher Gerda Weissensteiner Gerhard Plankensteiner Oswald Haselrieder |

## Quadro de medalhas
| Ordem | País     |   |   |   |   |
| 1     | Alemanha | 2 | 3 | 1 | 6 |
| 2     | Áustria  | 2 | 1 | 2 | 5 |
| 3     | Itália   |   |   | 1 | 1 |